# Bodenmais

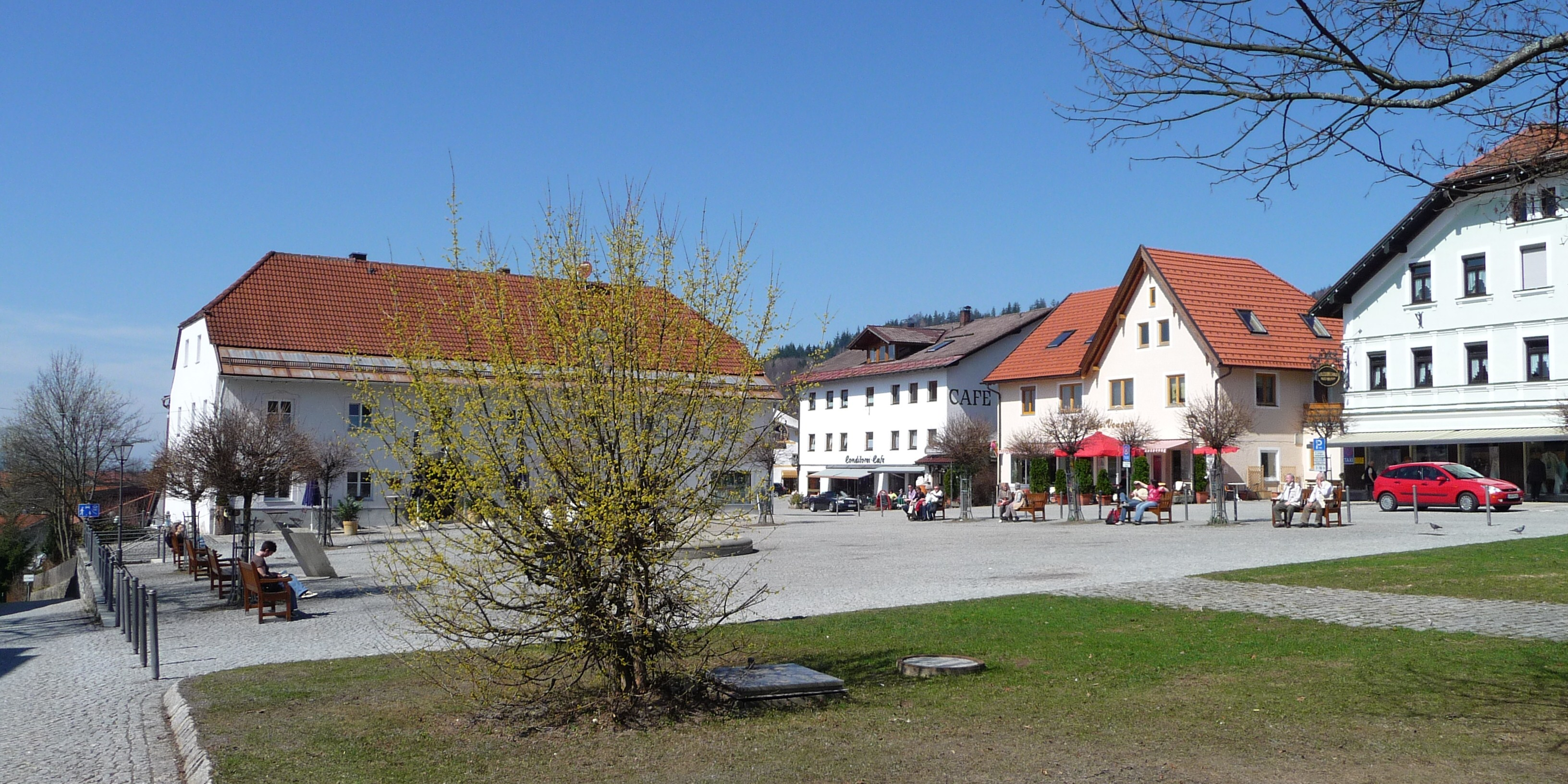
Bodenmais

Bodenmais este o comună-târg din districtul Regen, regiunea administrativă Bavaria Inferioară, landul Bavaria, Germania.